# Майменсінгх
Майменсінгх (бенг. ময়মনসিংহ) — місто в Бангладеш, адміністративний центр однойменного округу і однойменного регіону.

## Клімат
Місто знаходиться у зоні, котра характеризується мусонним кліматом. Найтепліший місяць — червень із середньою температурою 27.8 °C (82 °F). Найхолодніший місяць — січень, із середньою температурою 17.8 °С (64 °F).
| Клімат Майменсінгха     | Клімат Майменсінгха | Клімат Майменсінгха | Клімат Майменсінгха | Клімат Майменсінгха | Клімат Майменсінгха | Клімат Майменсінгха | Клімат Майменсінгха | Клімат Майменсінгха | Клімат Майменсінгха | Клімат Майменсінгха | Клімат Майменсінгха | Клімат Майменсінгха | Клімат Майменсінгха |
| Показник                | Січ.                | Лют.                | Бер.                | Квіт.               | Трав.               | Черв.               | Лип.                | Серп.               | Вер.                | Жовт.               | Лист.               | Груд.               | Рік                 |
| Середній максимум, °C   | 25                  | 27                  | 31                  | 33                  | 31                  | 31                  | 31                  | 31                  | 31                  | 30                  | 28                  | 26                  | 29                  |
| Середня температура, °C | 18                  | 20                  | 25                  | 27                  | 27                  | 28                  | 28                  | 28                  | 28                  | 27                  | 23                  | 19                  | 24                  |
| Середній мінімум, °C    | 11                  | 13                  | 18                  | 22                  | 23                  | 25                  | 25                  | 25                  | 25                  | 23                  | 18                  | 13                  | 20                  |
| Норма опадів, мм        | 11                  | 18                  | 42                  | 105                 | 263                 | 487                 | 406                 | 376                 | 320                 | 200                 | 17                  | 1                   | 2246                |
| Днів з дощем            | 2                   | 3                   | 4                   | 8                   | 16                  | 16                  | 18                  | 16                  | 14                  | 6                   | 2                   | 1                   | 106                 |
| ----------------------- | ------------------- | ------------------- | ------------------- | ------------------- | ------------------- | ------------------- | ------------------- | ------------------- | ------------------- | ------------------- | ------------------- | ------------------- | ------------------- |
| Джерело: Weatherbase    |                     |                     |                     |                     |                     |                     |                     |                     |                     |                     |                     |                     |                     |

## Історія
Майменсінгх був заснований Британською Ост-Індською компанією 1 травня 1787 року.

## Демографія
Населення міста за роками:
| 1991    | 2001    | 2010    |
| ------- | ------- | ------- |
| 273 350 | 332 721 | 395 129 |